# جیمز دشنر
```
جیمز اسمیت دشنر
 (انگلیسی: James Smith Dashner) (متولد 26 نوامبر 1972) نویسنده آمریکایی داستانهای 
تخیلی
 است. او نویسنده 
فروست
 برای کودکان و نوجوانان است. دونده هزارتو و واقعیت سیزدهم که در ژانز 
ادبیات داستانی نوجوانان
 قرار دارند از معروف‌ترین 
فروست‌های
 او به‌شمار می‌روند.
```

در سال ۲۰۱۸، دشنر به دنبال اتهامات آزار و اذیت جنسی توسط رئیس خود، مایکل بورت و ناشرش، پنگوئن رندوم هاوس، کنار گذاشته شد. دشنر در بیانیه ای پاسخ داد: «من همه انتقادات و اتهامات را بسیار جدی می‌گیرم و برای رسیدگی به آنها به دنبال مشاوره و راهنمایی خواهم بود.»

## زندگی
جیمز دشنر در ۲۶ نوامبر ۱۹۷۲ در آستل، جورجیا در یک خانواده هشت نفره متولد شد. او به عنوان یک مورمون بزرگ شد و در ده سالگی توانست با ماشین تایپ والدینش تایپ کند. وی در سال ۱۹۹۱ از دبیرستان دالوت فارغ‌التحصیل شد. وی برای تحصیل در دانشگاه بریگم یانگ، از جورجیا در آتلانتا به پرووو، یوتا رفت و در آنجا مدرک کارشناسی ارشد در رشته حسابداری گرفت. دشنر و همسرش، لینت اندرسون، دانشجوی سابق دانشگاه دانشگاه بریگم یانگ، چهار فرزند دارند و اکنون در یوتا زندگی می‌کنند.

## ادعاهای آزار و اذیت جنسی
در فوریه ۲۰۱۸، نظراتی به صورت ناشناس در وب سایت «دانشکده کتابخانه مدرسه»(School Library Journal) منتشر شد و ادعا شد دشنر به آزار و اذیت جنسی دست داشته‌است. چهار مورد اظهار داشتند که توسط دشنر مورد اذیت و آزار قرار گرفته‌اند و دو مورد دیگر گفتند که در وب گاه مدیوم دربارهٔ آزار و اذیت او گزارشی نوشته‌اند. اما بعداً یکی از مفسران ادعا کرد که آنها ساختگی بوده‌است. یکی از این مفسران ادعا کرد که این اقرار حاصل کار ماه‌ها شستشوی مغزی است.

پس از این، رئیس دشنر، مایکل بورت، اظهار داشت که «او نمی‌تواند با وجدان خوب به کار با او ادامه دهد.» بعد از آن دشنر بیانیه ای را در توییتر خود منتشر کرد، که در بخشی گفته بود: 
 "من مرزها و پویایی قدرت را کاملاً درک نکرده و به آن افتحار نمی‌کنم. من صادقانه می‌توانم بگویم که هرگز به عمد به شخص دیگری صدمه نزده‌ام. اما برای افراد آسیب دیده بسیار متاسفم. من همه انتقادات و اتهامات را بسیار جدی می‌گیرم و برای رسیدگی به آنها به دنبال مشاوره و راهنمایی خواهم بود. " 
 با این حال ناشر دشنر، پنگوئن رندوم هاوس، اظهار داشت که هیچ کتاب دیگری از سوی وی منتشر نخواهد شد.این اتهامات بخشی از جنبش بزرگ من هم بود.

## جوایز
- ۲۰۰۸: جایزه ویتنی، بهترین داستان‌های جوان، سیزدهمین واقعیت
- ۲۰۱۱: برنده جایزه بهترین داستان علمی انجمن کتابخانه‌های آمریکا برای جوانان (ALA)، کتاب دونده هزارتو
- ۲۰۱۲: جایزه منتخب خوانندگان جوان، نمرات میانی، دونده هزارتو

## کتابهای منتشر شده
کتاب‌های دشنر برای نوجوانان نوشته شده‌است. کار او به‌طور معمول در ژانرهای ماجراجویی و داستانهای علمی-تخیلی است.
دونده هزارتو،منتشر شده‌ترین کتاب او، در بیست و یکم سپتامبر ۲۰۱۴ به امتیاز ۱۰۰ هفته ایستادن در فهرست کتاب‌های پرفروش نیویورک تایمز رسید. دو روز پس از انتشار این خبر، خبر ساخت فیلمی با اقتباس از داستان این کتاب منتشر شد.
حماسه جیمی فینچر
- دری در جنگل (۲۰۰۳)
- هدیه یخ (۲۰۰۴)
- برج هوا (۲۰۰۴)
- جنگ پرده سیاه (۲۰۰۵)

سری سیزدهمین واقعیت
- مجله نامه‌های عجیب (۲۰۰۸)
- شکار برای بی‌نهایت تاریک(۲۰۰۹)
- تیغه امید خرد شده (۲۰۱۰)
- پوستی از غبار و طوفان(۲۰۱۲)

سری دونده هزارتو
- دونده هزار تو (۲۰۰۹)
- دشت جهنم (۲۰۱۰)
- درمان مرگ (۲۰۱۱)
- دستور کشتار (۲۰۱۲)
- کد تب (2016)[۹][۱۰]

سری حلقه بی‌نهایت
- جهش در زمان (۲۰۱۲)
- امپراتوری آهنین (۲۰۱۴)

سری اصول مرگ و میر
- چشم ذهن (۲۰۱۳)
- قانون فکر (۲۰۱۴)
- تفنگدار (داستان کوتاه آنلاین، ۲۰۱۴)
- بازی زندگی (2015)[۱۲]